# Ki vele!
A Ki vele! a Viasat3 talkshow-ja.
A műsor 2024. április 22-én indult a Viasat3-on. A műsor hétfő esténként fut.

## Epizódok
| Évad | Évad | Részek száma | Részek száma | Eredeti sugárzás  | Eredeti sugárzás  | Eredeti adó |
| Évad | Évad | Részek száma | Részek száma | Évadbemutató      | Évadzáró          | Eredeti adó |
| ---- | ---- | ------------ | ------------ | ----------------- | ----------------- | ----------- |
|      | 1.   | 8            | 8            | 2024. április 22. | 2024. június 10.  |             |
|      | 2.   | 8            | 8            | 2025. január 20.  | 2025. március 10. |             |

## Története
2024. február 14-én Kis-Bocz Éva, az Antenna Entertainment regionális csatornaigazgatója a SorozatWikinek bejelentette, hogy egy talkshow indít a WMN csapata és D. Tóth Kriszta műsorvezetésével. A műsor premierdátuma eredetileg 2024. április 19-én indult volna. 2024. március 21-én bejelentették a műsor végleges premieridőpontját, ami április 22-e.